# Berthold Seliger (Ingenieur)
Berthold Seliger (* 17. Juni 1928 in Dauba, Tschechoslowakei; † 13. Januar 2020 in Sonthofen) war ein deutscher Raketenkonstrukteur.

## Biografie
Seliger bekam 1942 als 14-Jähriger ein Stipendium an der Hochschule Mittweida in Sachsen und wurde nach Abschluss seines Studiums Assistent des bekannten Luft- und Raumfahrtpioniers Eugen Sänger. 1956 zog er nach Orsoy am Niederrhein, wo er eine Mopedwerkstatt eröffnete.
Ab 1960 war Seliger Mitglied der Deutschen Raketengesellschaft und gründete 1961 ein Unternehmen für Raketenbau, die Berthold Seliger Forschungs- und Entwicklungsgesellschaft mbH.
1962/63 startete diese Gesellschaft diverse Raketen im Cuxhavener Wattengebiet, unter anderem eine Dreistufenrakete mit einer Gipfelhöhe von über 100 Kilometern (Erstflug: 2. Mai 1963). Diese war die einzige im Nachkriegsdeutschland entwickelte Rakete, die bis an den Rand des Weltraums vorstoßen konnte. Im Dezember 1963 veranstaltete Seliger eine Vorführung militärisch verwertbarer Raketen vor Militärvertretern aus Nicht-NATO-Staaten. Ab Juni 1964 wurde keine Fluggenehmigung für Raketenversuche im Cuxhavener Wattengebiet mehr erteilt, aufgrund  eines Raketenunfall, der sich im Mai 1964 in Braunlage im Harz ereignet hatte.
1966 war Seligers Mopedwerkstatt insolvent und er zog um. Seliger war verheiratet. 1966 trennte sich das Paar. Beide hatten den Sohn Berthold Seliger (* 1960), der ein Publizist und Konzertagentur-Unternehmer in Berlin ist.